# Lüliang (köping)
Lüliang (kinesiska: 吕良, 吕良镇) är en köping i Kina. Den ligger i provinsen Jiangsu, i den östra delen av landet, omkring 120 kilometer norr om provinshuvudstaden Nanjing. Antalet invånare är 14440. Befolkningen består av 7 373 kvinnor och 7 067 män. Barn under 15 år utgör 10,0 %, vuxna 15-64 år 72 %, och äldre över 65 år 16,0 %.
Genomsnittlig årsnederbörd är 1 165 millimeter. Den regnigaste månaden är juli, med i genomsnitt 253 mm nederbörd, och den torraste är januari, med 20 mm nederbörd.